# Circinella minor
Circinella minor är en svampart som beskrevs av Lendn. 1905. Circinella minor ingår i släktet Circinella och familjen Mucoraceae.   Inga underarter finns listade i Catalogue of Life.